# Steiermark Joker
Steiermark Joker est le nom commercial désignant le regroupement de 25 stations de ski et quatre thermes situés dans le Land de Styrie en Autriche.
Les domaines skiables, cumulant un total de 539 km de pistes desservies par 205 remontées mécaniques, sont - à l'exception de la région de Schladming - reliés entre eux uniquement par la route.
Les stations et thermes sont regroupés dans les sous-régions géographiques suivantes :
- Skiregion Süd
  - Salzstiegl

- Murtaler Skiberge
  - Frauenalpe
  - Grebenzen
  - Hohentauern
  - Kreischberg
  - Lachtal
  - Präbichl
  - Turracher Höhe

- Schladming-Dachstein
  - Dachstein Gletscher
  - Fageralm
  - Galsterberg
  - Hauser Kaibling
  - Hochwurzen
  - Ramsau am Dachstein
  - Reiteralm
  - Planai
  - Stoderzinken

- Schneebärenland
  - Loser
  - Planneralm
  - Riesneralm
  - Tauplitz

- Mariazellerland-Hochschwab
  - Lammeralm
  - Mariazeller Bürgeralpe

- Waldheimat Mürztal
  - Niederalpl

- Skiregion Semmering 
  - Stuhleck

- Thermenland 
  - Parktherme Bad Radkersburg
  - Heiltherme Bad Waltersdorf
  - Therme Nova Köflach
  - Therme Loipersdorf